# Kamionka (powiat wieluński)
Kamionka – wieś w Polsce położona w województwie łódzkim, w powiecie wieluńskim, w gminie Pątnów. Przez obrzeża wsi przebiega ruchliwa droga krajowa nr 43 łącząca Częstochowę z Wieluniem.

## Historia
Miejscowość historycznie należy do ziemi wieluńskiej oraz pierwotnie związana była z Wielkopolską. Ma metrykę średniowieczną i istnieje co najmniej od XIV wieku. Wymieniona pierwszy raz w dokumencie zapisanym po łacinie w 1357 pod nazwami "Kamona, Camonka, Camyonka" .
Została odnotowana w historycznych dokumentach własnościowych, prawnych i podatkowych. W 1357 była wsią arcybiskupstwa w ziemi wieluńskiej. W 1459 odnotowany został sołtys. W 1511 według starego wykazu wieś miała 19 łanów z czego tylko 3,5 łanów osiadłych, resztę uprawiali kmiecie oraz folwark. Graniczyła z Rudą, Mierzycami, Pątnowem, Popowicami oraz Rychłowicami. W 1518 odnotowano jedynie 2 łany. W 1520 miejscowość przynależała do parafii Ruda. Mieszkańcy płacili dziesięcinę z sołectwa w wysokości 18 groszy, ale ponieważ we wsi były też łany opustoszałe i uprawiali oni role dla dworu arcybiskupa, odprowadzali tą dziesięcinę plebanowi. W 1553 role obrócono na folwark lub łany opuszczone .
Do 1953 roku miejscowość była siedzibą gminy Kamionka. W latach 1975–1998 miejscowość należała administracyjnie do województwa sieradzkiego.

## Zabytki
- Dwór murowany z lat 1555–1559 wybudowany przez arcybiskupów gnieźnieńskich. Obecnie w formie postępującej ruiny, z której zachowały się mury do pełnej wysokości oraz sklepione piwnice. Dwór znajdował się w centrum arcybiskupiego klucza, zwanego kamionkowskim (lub wieluńskim), przekazanego w roku 1555 kapitule gnieźnieńskiej. Przypuszcza się, że dwór powstał między rokiem 1555, a 1559, ponieważ określony został jako noviter aedeficata. Być może powstał jednak wcześniej z inicjatywy arcybiskupa Mikołaja Dzierzgowskiego. W II połowie XVIII wieku dodany został trakt komunikacyjny przy południowej elewacji, a budynek zwieńczono barokowym szczytem. Dwór miał wymiary 10,7 x 18,3 m i posiadał trzy kondygnacje, z których dwie dolne przykryte były sklepieniami, natomiast piętro stropem. Kiedyś istniejący do dziś dwór stał w centrum sporego zespołu gospodarczego. Oprócz niego były tu budynki drewniane: dom podstarościego, piekarnia, mlecznik, mielcuch, kurnik, dom czeladny, stajnia i dwie wozownie. Całość tego układu otaczał odylowany parkan z bramą. Brak jest wzmianek o urządzeniach obronnych, czy o fosie. Źródła z roku 1677 podają, że już wtedy dwór był skarbcem-lamusem, a funkcje mieszkalne przejął nowy, drewniany dwór[5]. Obecnie własność prywatna[6]. Dwór jest wpisany do rejestru zabytków pod numerem: 616-XIV-73 z 16.02.1958; 120/303 z 30.12.1967.

## Przyroda
Na zachód od wsi, na wilgotnej łące w dolinie - jedno z niewielu naturalnych stanowisk pełnika europejskiego zwanego „wołowym okiem”.